# Васил Чолаков
Васил (Василий) Динчов Чолаков е български духовник, фолклорист, издател, книжовник, етнограф, библиограф и нумизмат.

## Биография
Чолаков е роден през 1828 г. в Панагюрище. Първоначално учи в родния си град, а после е ученик и послушник на Неофит Рилски в Рилския манастир (1838 – 1843). Възпитаник е и на гръцкото средно училище в Пловдив. Завършва духовна семинария в Киев (1848 – 1855) и следва в Духовната академия в Москва.
Събира и записва народни песни, обичаи и умотворения, една част от които предава в Москва на Константин Миладинов, който ги включва в сборника Български народни песни от 1861 г. След като се запознава с Миладинови, те запалват у него жаждата за събиране на материали за миналото и бита на българите. След като напуска Москва в края на 1858 г., Чолаков заминава на обиколка в Македония. През 1859 г. е в Рилския манастир, където проучва съхраняваните там стари ръкописи, евангелия, жития и старини, вследствие на което създава каталог на запазените ръкописни книги.
Минават още няколко години, през които Чолаков обикаля българските земи, когато през 1863 г. най-накрая се прибира в родния си град. Става учител в Панагюрище и допринася за издигане на учебното дело. През 1872 г. Васил Чолаков сам издава в Болград Български народен сборник. По-късно се замонашва в Рилския манастир под името Константин Рилец (1875).
След Освобождението през 1879 се завръща в Панагюрище. Оглавява борбата срещу протестантските мисионери в региона. Умира през 1885 година.
Почтеността му кара местните първенци да се допитват до него при взимането на важно решение. Но прекалената му искреност, чрез която остро критикувал грешките на съгражданите си, не се харесвали никак на мнозина. Неоснователно е обвинен в униатство и католическа пропаганда. Изявява се като борец за чистотата на православната вяра, читалищен деец, един от инициаторите за създаването на читалището в града, сътрудник на списанията „Български книжици“, „Читалище“ и вестниците „България“, „Българска пчела“, „Турция“, Македония, „Право“ и други. Издава „Каталог на съхранените в Рилския манастир ръкописни книги“ (Български кжнижици, 1869, № 2). Поддържа кореспонденция с Найден Геров и други.

## Съчинения
- Описание на село Панагюрище / Съставено от В. Чолакова; А издадено от Панагюрското читалище. Печятано у Цариград, 1866.
- Православний глас против протестантскийт прозелитизъм в България / Издава Рилский монастир. Русчюк: В книгопечятницата на Дунавската област, 1869.
- Наръчна книга за различието на протестантското учение от православието / Издава Василий Чолаков. Въ[в] Вена: У печятница Л. Сомер и др., 1870.
- Българский народен сборник: Ч. 1. / Събран, нареден и издаден от Василия Чолакова. Болград: В печатницата на Централното училище, 1872 (2. изд. 2004).